# Mijaíl Pokrovski
Mijaíl Nikoláyevich Pokrovski (ruso: Михаи́л Никола́евич Покро́вский; 17 de agostojul./ 29 de agosto de 1868greg.-10 de abril de 1932) fue un historiador bolchevique ruso.
Pokrovski se graduó en la Universidad de Moscú en 1891. Bolchevique desde 1905, Pokrovski enfatizó la teoría marxista y la brutalidad de las clases superiores en Historia rusa desde los tiempos más antiguos (1910-13), infravalorando el papel de las personalidades en favor de la economía como fuerza motora de la historia. Escribió una Breve historia de Rusia, publicada en 1920, para agrado de Lenin, que declaró que "le gustó el libro inmensamente" en el prefacio de la primera edición. Pokrovski fue director del Instituto de Profesores Rojos desde 1921 a 1931. En 1929, fue elegido para la Academia Rusa de las Ciencias.
Falleció en 1932, y sus restos fueron sepultados en la Necrópolis de la Muralla del Kremlin de Moscú.
Póstumamente, el Partido Comunista (PCUS) acusó a Pokrovski de sociologismo vulgar y sus libros fueron prohibidos. Ha sido sugerido que sus obras perdieron favor porque su oposición a los "grandes hombres" iba en contra del culto a la personalidad de Stalin.
A partir de 1956 su figura fue progresivamente rehabilitada.